# Mit Herz und Holly: Muttergefühle
Mit Herz und Holly: Muttergefühle ist ein deutscher Fernsehfilm aus dem Jahr 2023 und die zweite Folge der im Rahmen der Herzkino-Reihe ausgestrahlten Arztserie Mit Herz und Holly. Die Erstausstrahlung erfolgte am 19. November 2023 im ZDF, nachdem der Film bereits eine Woche zuvor in der ZDFmediathek verfügbar war.
Die Dreharbeiten fanden vom 18. April bis 16. Juni 2023 in Tangermünde und Umgebung statt.

## Handlung
Mit Sachverstand und Beharrlichkeit arbeitet sich Dr. Holly Sass in die Arbeit als Tangermünder Landärztin ein. Ihre Chefin Dr. Katrin Herz überzeugt den Polizisten Matusz Zygmund unter Hinweis auf die angespannte Personalsituation in der Praxis, die Akte über die damalige Kindesaussetzung auf dem kurzen Dienstweg auszuhändigen. Die fragwürdige Aussage einer Augenzeugin bringt Katrin und Praxis-Assistent Dean Stöckritz auf die Spur von Ulrike Engels. Die in unmittelbarer Nähe des Tatorts wohnende, sehbeeinträchtigte Bäckerin bietet seit Anfang der 1990er-Jahre private Tantra-Massagen an. Ulrike hatte ihre Erklärungen stellvertretend für einen ihrer Kunden abgegeben, der unerkannt bleiben wollte: Matusz selbst. Dieser gibt die Verwicklung in den Fall zu und berichtet Holly über Einzelheiten seiner Beobachtungen zu jener Zeit. Spätere Bemühungen, die Identität der jungen Mutter ausfindig zu machen, waren jedoch vergebens. Als Beweisstück verblieb lediglich ein kleines Schild mit dem Namen Holly.
Derweil ist Katrin seit dem Aufbruch ihres Ehemanns Bernd in den gemeinsam geplanten Norwegen-Urlaub gereizt. Ihr Versprechen, bald nachzukommen, erscheint unrealistisch. Auch die zwischenzeitlichen Videotelefonate trösten kaum über die belastende Trennung hinweg. In Sorge um ihre fortwährende Ehekrise bricht Bernd daraufhin die Reise ab und kehrt nach Hause zurück. Eines Tages trifft Ilker Sass, Hollys Adoptivvater, überraschend zu einem Besuch in ihrem gemieteten Ferienhaus ein. Sie verschweigt ihm zunächst ihre wahren Beweggründe für die spontane Abreise aus ihrer Heimatstadt Berlin. Während Ilker mit seiner unkonventionellen Art unaufgefordert Maßnahmen zur Optimierung der Praxisorganisation vorschlägt, freundet er sich auch mit Hollys verheiratetem Freund Gregor an, der versehentlich den vollständigen Sachverhalt verrät. Bei einer Aussprache gibt Ilker zu verstehen, dass er die Motive seiner Tochter nachvollziehen kann, und reist beruhigt ab.
Dana Kral, eine ehemals suchtkranke junge Mutter, leidet seit ihrer Drogenvergangenheit unter Wahrnehmungs- und Gedächtnisstörungen. Als Holly den Säugling verlassen am Deich auffindet, schaltet sie vorschriftsgemäß die Behörden ein. Zudem macht sich Danas Mutter Irena, eine Stammpatientin von Katrin, zunehmend Sorgen und überredet ihre überforderte Tochter, die Symptome abklären zu lassen. Im Verlauf der ärztlichen Untersuchungen reagiert Dana abweisend und aggressiv, da sie glaubt, von Holly unter falschen Versprechungen zu diesem Schritt überredet worden zu sein. Holly ist sowohl über das fehlende Vertrauen der Patientin als auch ihre eigene ungeschickte Vorgehensweise frustriert. Nachdem sie einen Abschiedsbrief hinterlassen hat, flüchtet Dana verzweifelt aus dem Krankenzimmer. Aufgrund des Schriftbilds diagnostizieren die Ärzte eine Autoimmunenzephalitis. Ilker und Holly spüren die Ausreißerin in einem Omnibus auf und bringen sie in das Krankenhaus zurück. Dort wird Dana eine erfolgreiche Therapie in Aussicht gestellt.

## Rezeption

### Kritiken
Tilmann P. Gangloff urteilte bei Tittelbach.tv in der Zusammenfassung: „Das Potenzial der neuen ZDF-„Herzkino“-Reihe ist offenkundig. […] Die Fortsetzung emanzipiert sich filmsprachlich von den Klischees und ist überdies witziger. Das Titelduo funktioniert prima, die Nebenfiguren sind allesamt ansprechend besetzt. Die Geschichte kann gern weitergehen.“ Der Film erinnere dramaturgisch stark an die ARD-Freitagsreihe Praxis mit Meerblick. Die Fortsetzung der Muttersuche beschere der Handlung zudem ein bisschen Krimispannung. Auch die Inszenierung sei nicht mehr so schematisch wie im ersten Film. Typisch fürs „Herzkino“ seien unter anderem die vielen Kameraflüge, die die Protagonistinnen in malerischen Landschaften zeigen. Zwischen Katrin und Holly entwickele sich eine herzliche Zuneigung. Die männliche Praxishilfe lege im zweiten Teil, der zudem deutlich witziger ist, einen geradezu kriminalistischen Eifer an den Tag.
Oliver Armknecht zog auf film-rezensionen.de mit vier von zehn Punkten ein verhaltenes Fazit: „Nach dem durchschnittlichen Auftakt geht es bei „Mit Herz und Holly: Muttergefühle“ schon wieder abwärts. Die Figurenzeichnung ist lausig, der einseitige Fokus auf die junge Ärztin, die alles viel besser weiß als der Rest, ist etwas lächerlich. Und auch sonst hat das Drama um zwei Landärztinnen nichts Interessantes zu erzählen.“ Der Fokus liege erneut stark auf der jüngeren der beiden Ärztinnen. Das sei schon beim letzten Mal nicht sehr spannend gewesen. Beim zweiten Auftritt fange es dann an, ein bisschen lächerlich zu werden. Natürlich sei nichts dagegen einzuwenden, wenn es eine junge Frau den Alteingesessenen zeigt und ein bisschen frischen Wind hineinbringt. Dass aber ohne eine Figur nichts richtig laufe und diese jedes Mal allein den Durchblick habe, sei ziemlich billig. Der Film mache da nicht unbedingt Lust auf weitere Teile. Irritierend sei in dem Zusammenhang, dass das einzige ambivalente Element, die sich anbahnende Romanze mit dem verheirateten Gregor Seefried reduziert werde. Insgesamt wäre es wünschenswert, wenn die Reihe keine One-Woman-Show würde. Vor allem Herz dürfe in Zukunft gern etwas mehr zu tun haben, anstatt ihre Geschichte darauf zu reduzieren, dass ihre Ehe kriselt. Die Figurenzeichnung sei lausig. Insgesamt sei die Episode inhaltlich kein besonders guter Film. Natürlich dürfe das Publikum neugierig sein, wer denn nun die Mutter von Holly ist. Doch auch wenn hier viel darüber gesprochen werde, die Geschichte komme nicht wirklich weiter. Allgemein gäbe es keine nennenswerte Entwicklung, die Darstellung des dörflichen Lebens sei ziemlich schwach. Die Hoffnung, dass das Herzkino bei der angekündigten Neuorientierung bessere Filme produziere, bewahrheite sich hier nicht.
Die Fernsehzeitschrift TV Spielfilm vergab eine neutrale Wertung (Daumen mittig): „Den charmanten Figuren wünscht man mehr Tiefe.“

### Einschaltquoten
Die Erstausstrahlung am 19. November 2023 wurde in Deutschland von 4,29 Millionen Zuschauern (0,44 Millionen Jüngere) gesehen und erreichte einen Marktanteil von 14,2 Prozent (6,1 Prozent).